# Boral, Homnabad
Boral là một làng thuộc tehsil Homnabad, huyện Bidar, bang Karnataka, Ấn Độ.